# フード・ネットワーク
フード・ネットワーク（Food Network）は食をテーマとした専門テレビ局。スクリップス・ネットワークス・インタラクティブとトリビューン社が共同で出資している。
1993年にTVフード・ネットワークとして開局。2009年にはイギリス、2010年にはアジアに進出している。

## 主な番組
- 料理の鉄人
  - アイアン・シェフ・アメリカ
- グロッサリー・ゲーム〜料理人対決〜